# HD 85859
HD 85859，又名CD-25 7585，SAO 178158、HR 3919，是一颗恒星，视星等为4.88，位于銀經260.31，銀緯21.92，其B1900.0坐标为赤經9h 49m 40.4s，赤緯-25° 21.92′ 43″。